# William Sidney Smith
Pour les articles homonymes, voir Sidney Smith et Smith.
William Sidney Smith, plus connu sous le nom usuel de Sidney Smith, né le 21 juin 1764 à Westminster, Londres et mort le 25 mai 1840 à Paris, est un amiral britannique. 
Marin de la fin du XVIIIe siècle et du début du XIXe siècle, il s'est notamment distingué au cours des guerres de la Grande-Bretagne et puis du Royaume-Uni contre la France de la Révolution et de l'Empire. Il est, après Nelson, l'un des héros britanniques de cette époque. Il est un acteur majeur du retour de Bonaparte d'Égypte en 1799. Selon Adolphe Thiers, Napoléon Bonaparte aurait déclaré à propos de Sidney Smith, « cet homme m'a fait manquer ma fortune…». Mais Adolphe Thiers n'en apporte aucune preuve documentaire.
Bien que livrant de nombreux combats contre les forces françaises, il fit toujours preuve de francophilie, au point de s'établir en France au rétablissement de la monarchie et d'y rester jusqu'à sa mort.
Selon Emmanuel De Las Cases, l'un des quatre témoins et écrivains des Mémoires de Napoléon Bonaparte à Sainte-Hèlène, Sidney-Smith a été l'un des principaux coupables de la propagation de fausses informations contre Napoléon Bonaparte. Sidney-Smith a tenté à de multiples reprises de propager la calomnie, la diffamation et la corruption en France et en Europe dans le but de subvertir les intérêts français.

## Biographie

### Origines et débuts dans laRoyal Navy
Sidney Smith naît le 21 juin 1764 à Westminster dans une famille de Midgham, dans le Sussex, qui a fourni de nombreux militaires et officiers de marine au royaume de Grande-Bretagne et au Royaume-Uni. Il est le second fils de John Smith, capitaine de la garde royale et ami de la famille de Pitt l'Ancien, comte de Chatham, ministre de la Guerre et premier ministre de Grande-Bretagne dans les années 1750 à 1770. 
Son père est un ancien aide de camp de Lord George Sackville pendant la guerre de 1756, devenu depuis gentleman usher de la reine Charlotte et de Marie Pinkeney-Wilkinson, dont le père était un riche marchand de Londres. 
Sidney Smith fait ses études à la Tonbridge School jusqu'en 1772.

### La guerre d'indépendance américaine
En 1777, âgé d'à peine 13 ans, il s'engage dans la Royal Navy et embarque en qualité de midshipman sur le HMS Sandwich et participe aux batailles de la guerre d'indépendance des États-Unis, principalement lors des combats contre la frégate américaine USS Raleigh en 1778.

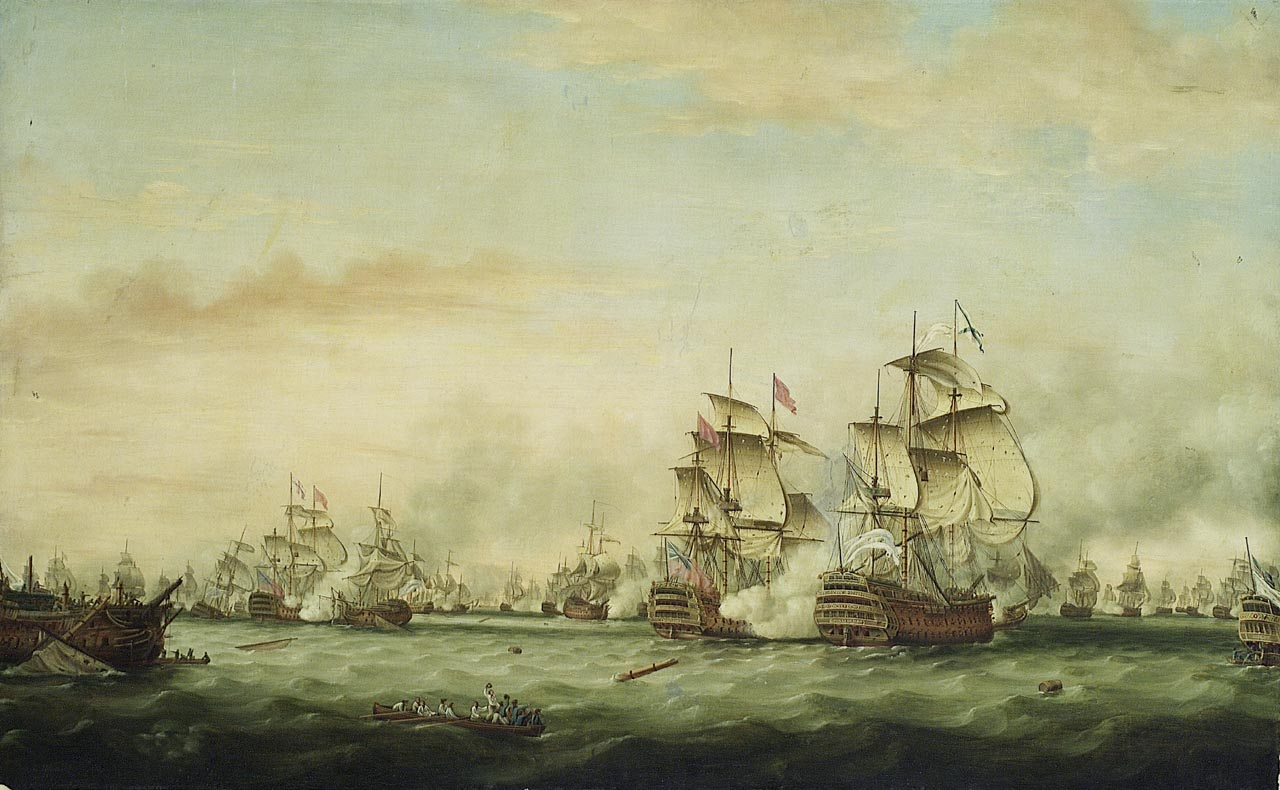
Bataille des Saintes, avril 1782

En récompense du courage qu'il a montré, lors de la bataille du Cap Saint-Vincent au large du Portugal en janvier 1780, l'amiral Rodney le nomme le 25 septembre, malgré sa jeunesse - l'âge requis étant alors de dix-neuf ans - lieutenant sur le vaisseau de troisième rang HMS Alcide, de 74 canons, commandé par le capitaine E. Thompson. 
Il se distingue sous les ordres de l'amiral Graves à la bataille de la baie de Chesapeake le 5 septembre 1781 puis à nouveau sous les ordres de l'amiral Rodney à la bataille des Saintes le 12 avril 1782, à la suite de laquelle il reçoit son premier commandement, sur le sloop HMS Fury, le 2 mai. Il est promu par la suite post-captain, équivalent de capitaine de frégate, et obtient le commandement de la frégate L'Alcmène, de 28 canons. Cependant, le traité de paix signé à Versailles en 1783, l'oblige à se retirer avec une pension de demi-solde. 

#### Premier voyage en France (1784-1786)
À partir de 1784, Smith voyage en France, et y reste deux années. Mais soupçonné d'intelligence avec l'ennemi pour avoir épié la construction du nouveau port militaire de Cherbourg, il est extradé, puis se rend en Espagne et au Maroc, ennemis potentiels des Britanniques.

#### Conseiller de la Marine royale suédoise (1790)

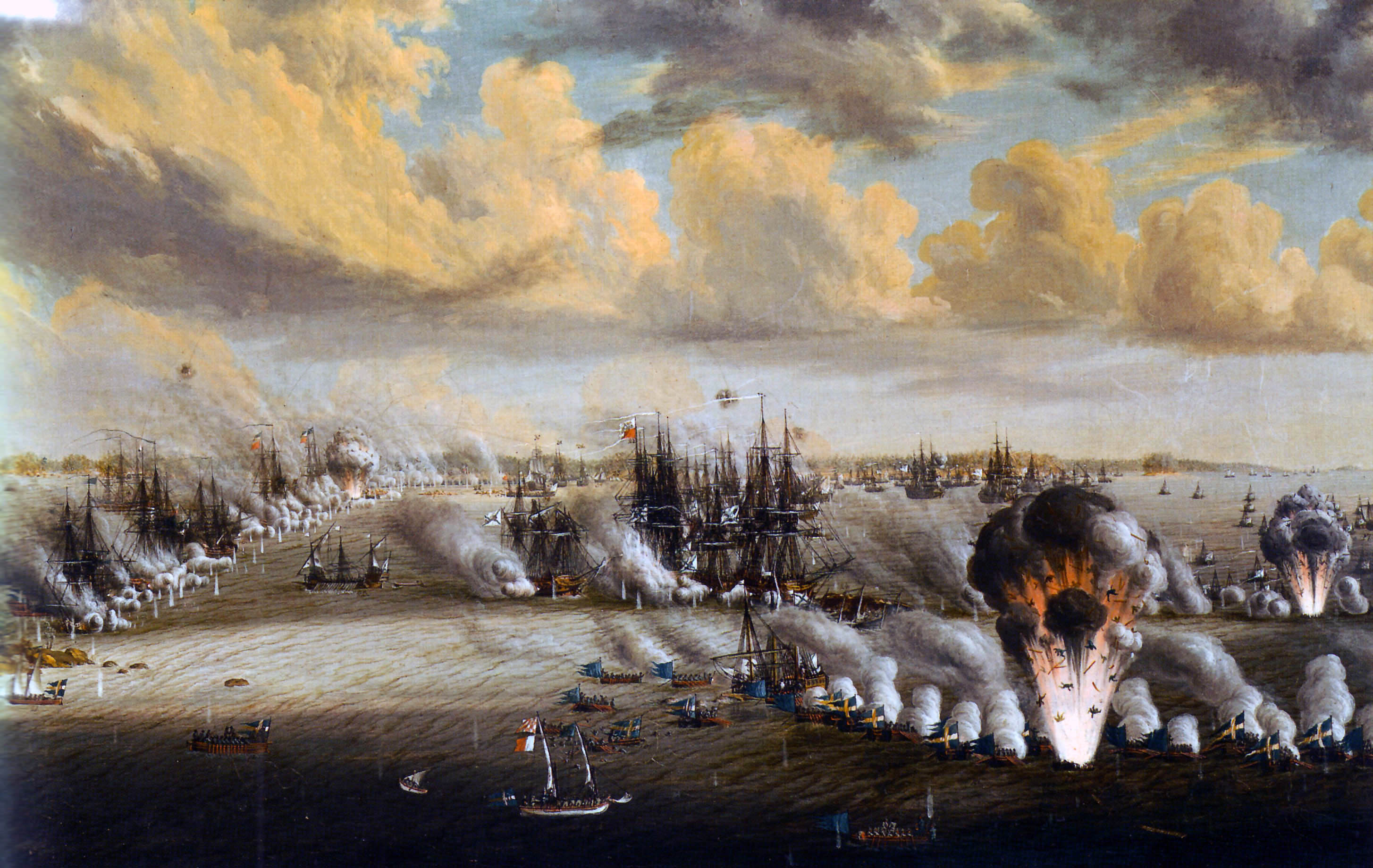
La bataille de Svensksund, juillet 1790

En 1790, il sollicite la permission de servir dans la marine royale suédoise, et de prendre une part active à la guerre russo-suédoise de 1788-1790. Le Roi Gustave III le nomme commandant d'escadron léger et fait de lui son principal conseiller naval. 
Le 9 juillet 1790, Sidney conduit son escadre dans la baie de Vyborg lors de la bataille de Svensksund à l'abri du vaste archipel finlandais. Au cours de cette bataille, la flottille d'archipel suédoise de Gustave III avec 196 bateaux chargés de 1 200 canons, anéantit la flottille russe de l'impératrice Catherine II composée de 141 bateaux et 1 500 canons. Les Russes perdront, soixante quatre bateaux et 9 500 hommes (dont 6 000 prisonniers), alors que les Suédois ne perdront que quatre bateaux et deux cents marins.
En récompense, Sidney Smith est décoré de la grand-croix de l'ordre de l'Épée (suédois : Svärdsorden) par le roi de Suède. À son retour en Angleterre, après la Paix de Värälä (août 1790), Smith utilisera ce titre avec la permission du Roi George III qui le fait chevalier, mais il devra faire face aux moqueries d'autres officiers qui le surnomment alors « le chevalier suédois ».
Plusieurs officiers de marine, demi-solde comme Smith, s'étaient engagés et avaient combattu dans la marine impériale russe, et six d'entre eux avaient péri dans ce combat. Son service dans l'armée suédoise lui vaut ainsi l’inimitié d'un certain nombre de ces officiers.

### Combats contre la Révolution française (1792-1798)
La paix revenue, il voyage sur le continent en compagnie de son frère cadet, John Spencer Smith, il visite le collège militaire et l'école d'équitation de Caen. En 1792, son frère est nommé à l'ambassade britannique auprès de la cour ottomane à Constantinople. Smith obtient la permission de voyager dans l'actuelle Turquie et s'engage dans l'armée turque comme volontaire, mais il n'y restera que peu de temps. Alors qu'il est à Smyrne, la guerre éclate avec la France révolutionnaire en janvier 1793. Smith achète et arme à ses frais une goélette et recrute des marins britanniques et entreprend de rejoindre la flotte britannique sous les ordres de l'Admiral Lord Hood qui croise au large du port militaire de Toulon, principal port français en Méditerranée.

#### Le coup de main de Toulon (décembre 1793)

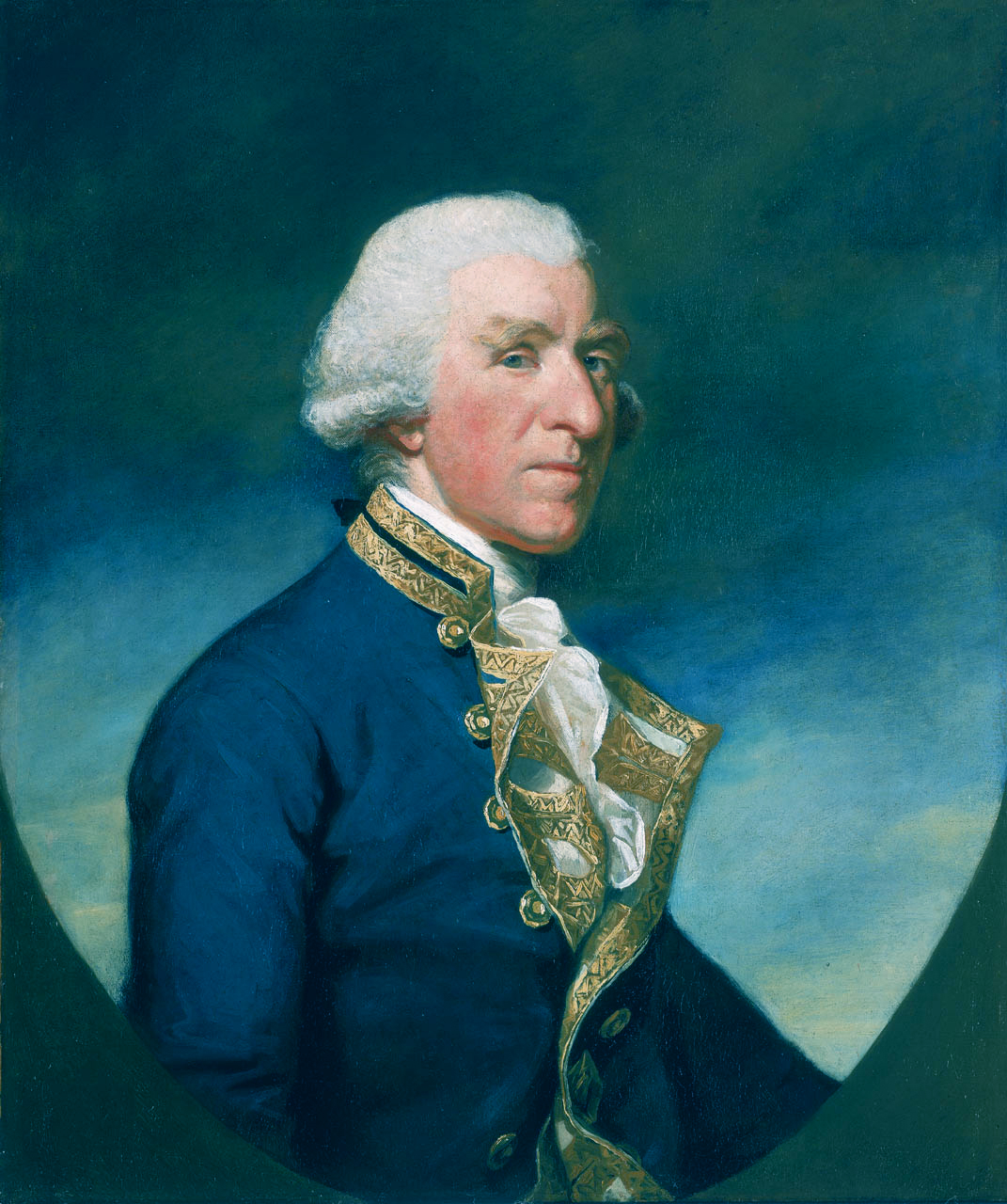
L'amiral Samuel Hood

À la suite de la mise en accusation des députés girondins, le 31 mai 1793, éclate une série d'insurrections à Lyon, Avignon, Nîmes et Marseille. À Toulon, les fédéralistes chassent les jacobins, mais sont bientôt supplantés par les royalistes, encore nombreux dans la flotte de guerre. À l'annonce de la reprise de Marseille et des représailles qui y ont eu lieu, les insurgés, dirigés par le baron d'Imbert font appel à la flotte anglo-espagnole, jusqu'alors croisant au large. 
Le 28 août 1793, les amiraux Hood et Langara font débarquer 13 000 Britanniques, Espagnols, Napolitains et Piémontais. L'amiral de Trogoff livre alors la flotte et le port à la Royal Navy, contre l'engagement qu'aucun bâtiment français ne sera endommagé. L'armée révolutionnaire entame le siège à partir de septembre, le général Dugommier commandant les opérations, assisté du jeune capitaine d'artillerie Napoléon Bonaparte, promu ensuite colonel.
Pressés par les bombardements, les Anglo-napolitains exécutent une sortie, le 30 novembre, et s'emparent d'une batterie. Une contre-attaque, menée par Dugommier et Bonaparte, les repousse et le général britannique O'Hara est capturé. Il entame des tractations avec Robespierre le Jeune et Antoine Louis Albitte, pour une reddition honorable. Les bataillons fédéralistes et royalistes sont alors désarmés. C'est à cette date, début décembre 1793, que Sidney Smith parvient à Toulon.

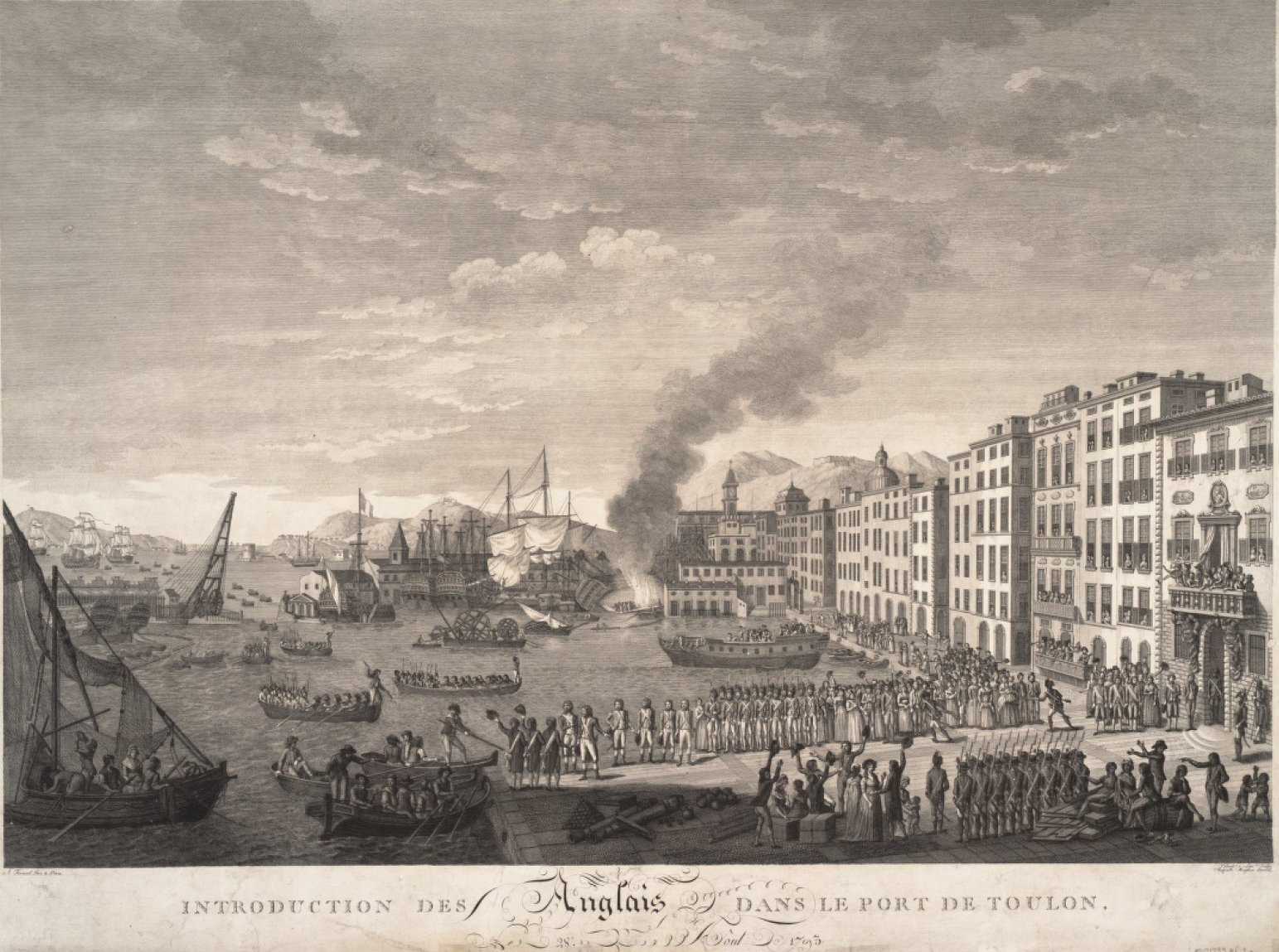
Vaisseaux français brûlant dans le port de Toulon, 1793. Gravure de 1890

Dugommier, La Poype et Bonaparte conviennent de lancer un assaut général dans la nuit du 16 au 17 décembre. Le 16, vers minuit l'assaut est donné, le corps à corps dure toute la nuit, Bonaparte y est blessé, mais au matin, la position prise, Marmont peut y placer de l'artillerie contre les forts de l'Éguillette et Balaguier, que les Britanniques évacuent sans combat, le jour même. Pendant ce temps, La Poype prend enfin, les forts du Faron et celui de Malbousquet. 
Les alliés décident alors d'évacuer par la voie maritime. Smith, servant comme volontaire, reçoit l'ordre de faire brûler la flotte et l'arsenal avant que ces derniers ne soient capturés. Sidney Smith se glisse dans la ville, incendie le magasin général, neuf vaisseaux de ligne et cinq frégates. Cependant, malgré ses efforts et face au manque de soutien des troupes espagnoles envoyées avec lui, il est contraint de laisser la moitié de la flotte intacte. Bien qu'il ait détruit un grand nombre de vaisseaux français, Nelson et Collingwood, parmi d'autres, lui reprocheront de n'avoir pas réussi à incendier toute la flotte. Ce fait d'armes lui vaut tout de même de recevoir les épaulettes de commodore. Napoléon dans ses Mémoires dira :

« Le tourbillon de flammes et de fumée qui sortait de l'arsenal, ressemblait à l'éruption d'un volcan, et les treize vaisseaux qui brûlaient dans la rade, à treize magnifiques feux d'artifice. »

#### Croisières dans la Manche (1795)
À son retour à Londres en 1794, Smith reçoit le commandement du HMS Diamond, bâtiment de cinquième rang de 38 canons. Le 27 octobre, il participe à la prise de La Révolutionnaire, frégate française de 44 canons. Il rejoint en 1795 le Western Frigate Squadron sous les ordres de Sir John Borlase Warren. Cette escadre est alors composée à l'époque de capitaines comptant parmi les plus talentueux de la Navy, parmi lesquels Sir Edward Pellew. Smith trouve sa place dans cette flotte. Il est détaché, le 2 janvier 1795, par son commandant pour reconnaître le port de Brest, il a l'audace d'y pénétrer et, après s'être assuré que la flotte française avait pris la mer, il y reste toute une nuit, sans être reconnu.
En juillet 1795, le commodore Smith, commandant la Western frigate squadron sur le HMS Diamond, occupe les îles Saint-Marcouf au large des côtes de Normandie. Il sacrifie deux de ses vaisseaux, le HMS Badger et HMS Sandfly, afin de fournir des hommes et des matériaux destinés à fortifier les îles et à y établir un régiment naval provisoire. De nouvelles fortifications sont construites par un corps de Royal Engineers, et des détachements de Royal Marines et Royal Artillery sont envoyés sur place. Ces îles servent de base avancée pour établir un blocus sur Havre de Grâce, intercepter les caboteurs, et servir de point de transit pour les émigrés, ces îles seront occupées par la Navy pendant près de sept ans.

#### Le raid sur le Havre et captivité à la prison du Temple (1796-1798)
En 1796, Sidney Smith est affecté dans la Manche et croise le long des côtes de France. Le 17 mars 1796, sa frégate Diamond, chargée de quarante huit canons, se glisse dans l'estuaire de la Seine, surprend un navire corsaire français, le prend mais le vent étant contraire au retour l'empêche de ramener sa prise. Au matin, il est surpris à la pointe du jour par des chaloupes canonnières et par les batteries de la côte, aussi, il est obligé d'amener son pavillon après s'être défendu quelques instants, et fait prisonnier.
Sa situation, bien qu'inconfortable, n'avait cependant rien de comparable avec celle du chevalier de Tromelin, émigré royaliste français, qui se trouvait à son bord et qui était menacé d'être fusillé sur le champ, s'il était reconnu. Sidney Smith lui propose donc de le faire passer pour son domestique canadien et d'emprunter le nom de John Bromley.

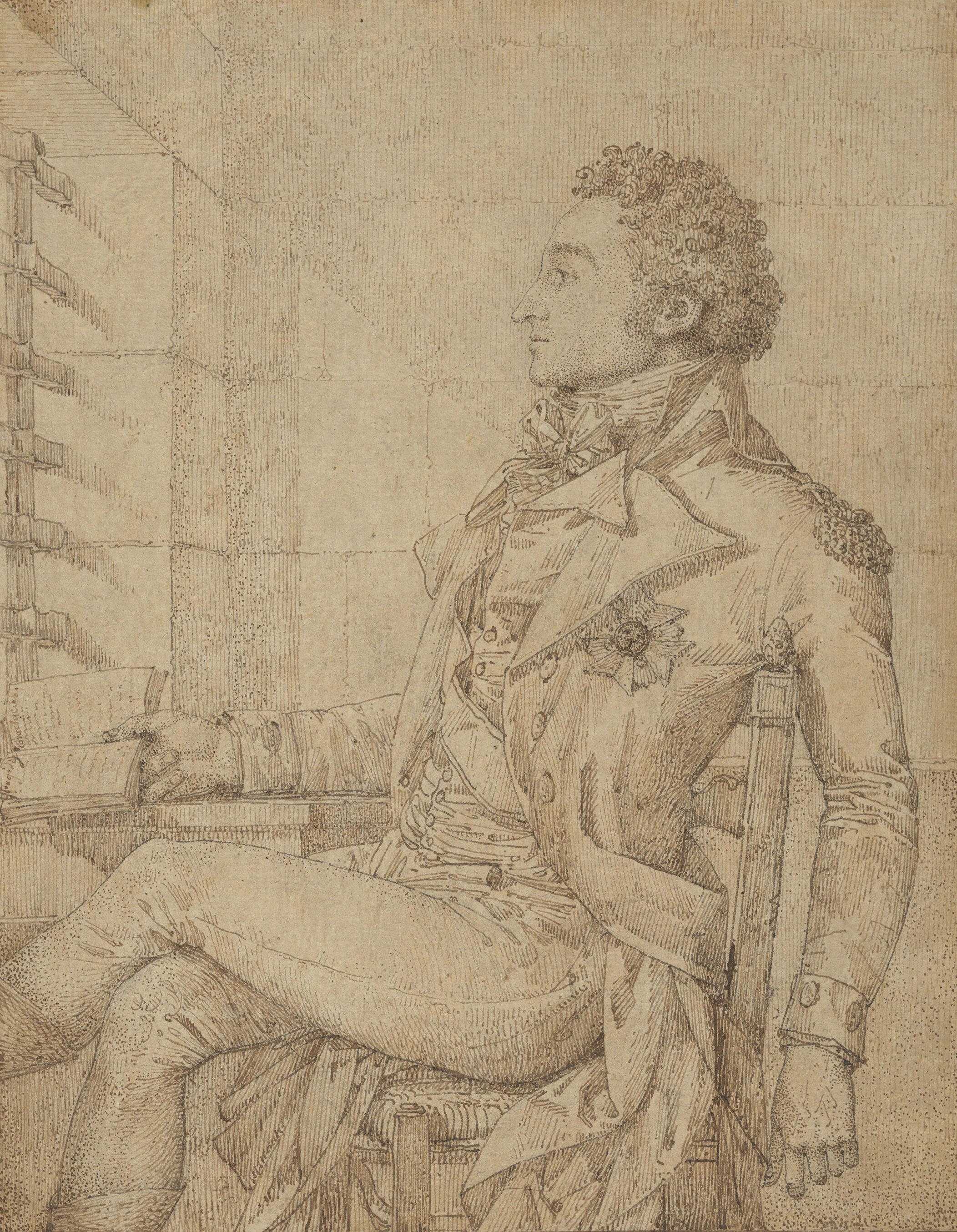
Philippe-Auguste Hennequin, Sir Sidney Smith dans la prison du Temple, 18 novembre 1796 (Metropolitan Museum of Art)

Sidney Smith et son faux domestique sont conduits à Paris et incarcérés au donjon du Temple, Smith attendant d'être jugé pour l'incendie de la flotte à Toulon. Les demandes présentées par l'Angleterre en vue de l'échanger contre des officiers français détenus à Londres sont rejetées. Smith étant en demi-solde à l'époque, les Français ne le considèrent pas comme un ennemi combattant.
Il est détenu à Paris pendant deux ans, malgré les efforts produits par les royalistes français et les agents britanniques. En 1798, la proposition britannique d'échanger Smith contre le capitaine Bergeret, capturé par Edward Pellew en avril 1796 et détenu depuis en Angleterre, est rejetée. Malgré la vigilance de la police, des dames françaises essayent à diverses reprises de faire évader les prisonniers, mais toujours quelque obstacle imprévu vient déranger leurs plans. Madame de Tromelin, informée de la détention de son mari, vient à Paris, loue une maison près du Temple et paye un maçon pour creuser une communication avec la prison par les caves. Tout semblait assurer le succès quand le bruit occasionné par une chute de pierres répand l'alarme. La surveillance autour des prisonniers est alors resserrée plus étroitement.
Tromelin ayant su se gagner l'amitié du personnel de la prison est laissé libre d'entrer et venir, il peut alors se consacrer à l'évasion de son ami. Après la journée du 18 fructidor (4 septembre 1797), Sidney Smith est traité avec encore plus de rigueur ; néanmoins le moment de sa délivrance approchait. Un officier français, nommé Phélippeaux, que l'on verra plus tard figurer au siège de Saint-Jean-d'Acre, Charles Loiseau et d'autres royalistes entreprennent de délivrer le commodore. Au moyen des intelligences qu'ils avaient établies avec l'extérieur et d'un blanc-seing volé sur le bureau de Pléville Le Pelley ministre de la guerre, que présente au geôlier un danseur de l'Opéra, nommé Boisgirard, qui s'était déguisé en général, les portes de la prison sont ouvertes, le 24 avril 1798, et Sidney Smith monte sur-le-champ dans une voiture qui le conduit à Rouen, d'où il se rend immédiatement au Havre.
Quelques heures plus tard, on s’apercevra qu'il s'agissait d'un faux, acheté 60 000 francs-or par Antoine Le Picard de Phélippeaux, officier d'artillerie royaliste français, émigré et passé au service de l'Angleterre, condisciple et rival de Napoléon Bonaparte à l’école royale militaire de Paris en 1785. Le document avait été présenté par un faux commissaire de police et quatre gendarmes déguisés. 
Edward Pelham Brenton dans son Naval History of Great Britain from the Year 1783 to 1822 affirme que 3 000 livres sterling, données par le gouvernement britannique au ministre des relations extérieures Charles Delacroix, avaient ouvert les portes du Temple à Sidney Smith et aplani les obstacles jusqu'à la côte. Il ajoute que Lord Saint-Vincent lui a confirmé qu'il avait vu l'ordre du trésor. Dans un article paru en 1999, l'historien Michael Durey abonde dans cette direction et voit dans la libération de Sidney Smith l’œuvre des services secrets britanniques. En 1936, son arrière petite-fille, la princesse de Chimay, révèle que son ancêtre, la célèbre Thérésia Cabarrus, future madame Tallien, a participé à la bonne issue de cette évasion.
Il parvient à regagner Le Havre, d'où il embarque, le 5 mai sur un navire de pêche qui le ramène à bord du HMS Argo, commandé par le capitaine Bower, en croisière dans la Manche. Débarqué à Portsmouth, il regagne finalement à Londres le 8 mai 1798 où il est reçu par le roi.

### Missions en Méditerranée et lutte contre Napoléon au Proche-Orient
À la suite de la victoire remportée par Nelson lors de la bataille du Nil, Smith est nommé, le 2 juillet 1798, capitaine du HMS Tigre, un vaisseau de ligne de 80 canons, capturé à la France et intégré dans la Royal Navy. Il reçoit l'ordre de se placer sous le commandement de Lord Saint Vincent, le commandant en chef dans la Méditerranée. Saint Vincent lui confie, en tant que Commodore le commandement de plusieurs bâtiments britanniques pour aller en expédition dans le Levant. Il remplit des missions militaires et diplomatiques, à destination de Constantinople où son frère, John Spencer Smith, était chargé d'affaires auprès de la Sublime Porte. L'objectif de ces missions était de renforcer l'opposition de l'Empire ottoman à Bonaparte et d'aider les Turcs à attaquer les armées françaises stationnées en Égypte. Il négocie le traité d'alliance turco-britannique du 5 janvier 1799 qui pousse le sultan à agir contre le débarquement français en Égypte le 1er juillet 1799. Le fait que ces missions soient confiées à Smith sont cause pour Nelson, qui était l'officier supérieur placé dans la hiérarchie immédiatement sous Lord Saint Vincent, de ressentiments envers Smith et l'autorité dont il jouissait dans le Levant. L'antipathie de Nelson affecte la réputation de Smith au sein de la Navy et de l'Amirauté.
Napoléon avec 13 000 hommes, ayant battu les armées ottomanes en Égypte, faisait route vers le nord le long de la côte méditerranéenne dans la province ottomane de Syrie (qui représente l'actuelle territoire d'Israël de Palestine ainsi que de Syrie et du Liban). Il capture Gaza et Jaffa avec beaucoup de brutalité envers les populations civiles, ce qui n'était pas rare pour l'époque, et massacre les soldats turcs prisonniers, qu'il était dans l'incapacité d'emmener avec lui ou de renvoyer en Égypte. Les armées de Napoléon font ensuite route vers Saint-Jean-d'Acre.

#### La résistance d'Acre

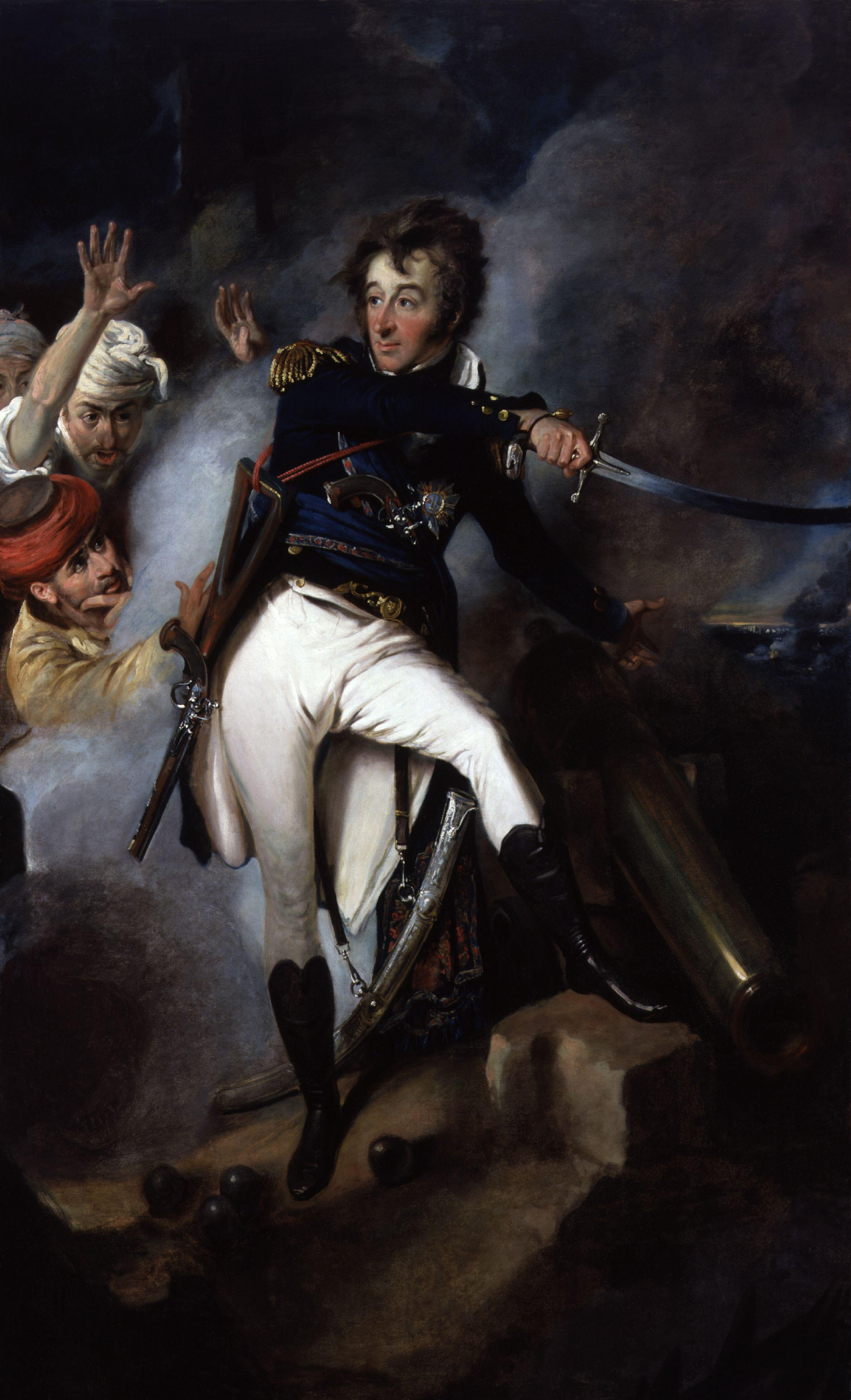
L'Amiral Sidney Smith à la bataille de Saint-Jean-d'Acre.

Promu rear admiral, Sidney Smith commande une escadre qui bombarde Alexandrie. Bonaparte s'engage alors en direction de la Syrie. Smith conduit sa flotte en direction d'Acre et aide le commandant turc Djezzar Pacha à renforcer les défenses de la ville, notamment le vieux mur d'enceinte et lui fournit des canons manœuvrés par des Marines issus de ses bâtiments. Il capture dans le même temps l'artillerie de siège française convoyé d’Égypte par les navires de l'amiral Perrée, qui lui permettent d'armer la cité de Saint-Jean-d'Acre, qui est assiégée par Bonaparte à partir du 30 ventôse an VII (20 mars 1799). Enfin, il interdit l'accès à l'armée française de la route partant de Jaffa en bombardant cette dernière depuis la mer.
Lorsque le siège débute, à la fin mars 1799, Smith fait mouiller le HMS Tigre et le HMS Theseus de telle sorte que leur artillerie puisse participer à la défense de la place. Treize assauts français sont repoussés et plusieurs tentatives de miner les fortifications sont déjouées. Début mai, de nouvelles pièces d'artillerie françaises arrivent en remplacement, par voie de terre, et parviennent à percer les défenses ennemies. Cependant, l'assaut est à nouveau repoussé et les renforts turcs, venus de Rhodes, peuvent débarquer. Le 9 mai après un nouveau bombardement soutenu, les Français lancent l'assaut final. Ce dernier est repoussé et Napoléon, dont les armées sont décimées par la peste, commence alors à envisager de se retirer dans le delta du Nil. Le siège est levé le 10 mai 1799 et Napoléon abandonne son armée en Égypte et rentre précipitamment en France, échappant aux vaisseaux anglais patrouillant en Méditerranée.
À la nouvelle du mémorable succès de Sidney Smith, le Sultan lui envoie, par un Tartare, une aigrette de diamants et une fourrure de marte zibeline estimée à 25 000 piastres, et lui confère en même temps les insignes de l'ordre du Croissant. Ses services sont également appréciés en Angleterre. À l'ouverture du parlement (24 septembre 1799), le roi parle avec éloge de ses exploits, et les chambres lui votent des remerciements. 
Dans ses mémoires, le général comte de Ségur, raconte que le lendemain de la victoire de Napoléon à Austerlitz, celui-ci lui confia : 

« Oui, si je m'étais emparé de Saint-Jean-d'Acre, je prenais le turban, je faisais mettre de grandes culottes à mon armée, je ne l'exposais plus qu'à la dernière extrémité, j'en faisais mon bataillon sacré, mes immortels ! C'est par des arabes, des Grecs, des Arméniens que j'eusse achevé la guerre contre les Turcs. Au lieu d'une bataille en Moravie, je gagnais une bataille d'Issus, je me faisais empereur d'Orient, et je revenais à Paris par Constantinople… »

En précisant, toujours au sujet de Sidney Smith : « Cet homme m'a fait manquer ma fortune… ».
Smith tente de négocier la reddition et le rapatriement des forces restées sur place sous les ordres du général Kléber et signe la Convention d'El Arish. Cependant, sous l'influence de Nelson qui défendait une position voulant que les forces françaises en Égypte soient anéanties plutôt que de leur autoriser de rentrer en France, le traité est abrogé par Lord Keith qui avait succédé à Lord Saint Vincent comme commandant en chef en Méditerranée.

#### Le désastre d'Aboukir (juillet 1799)

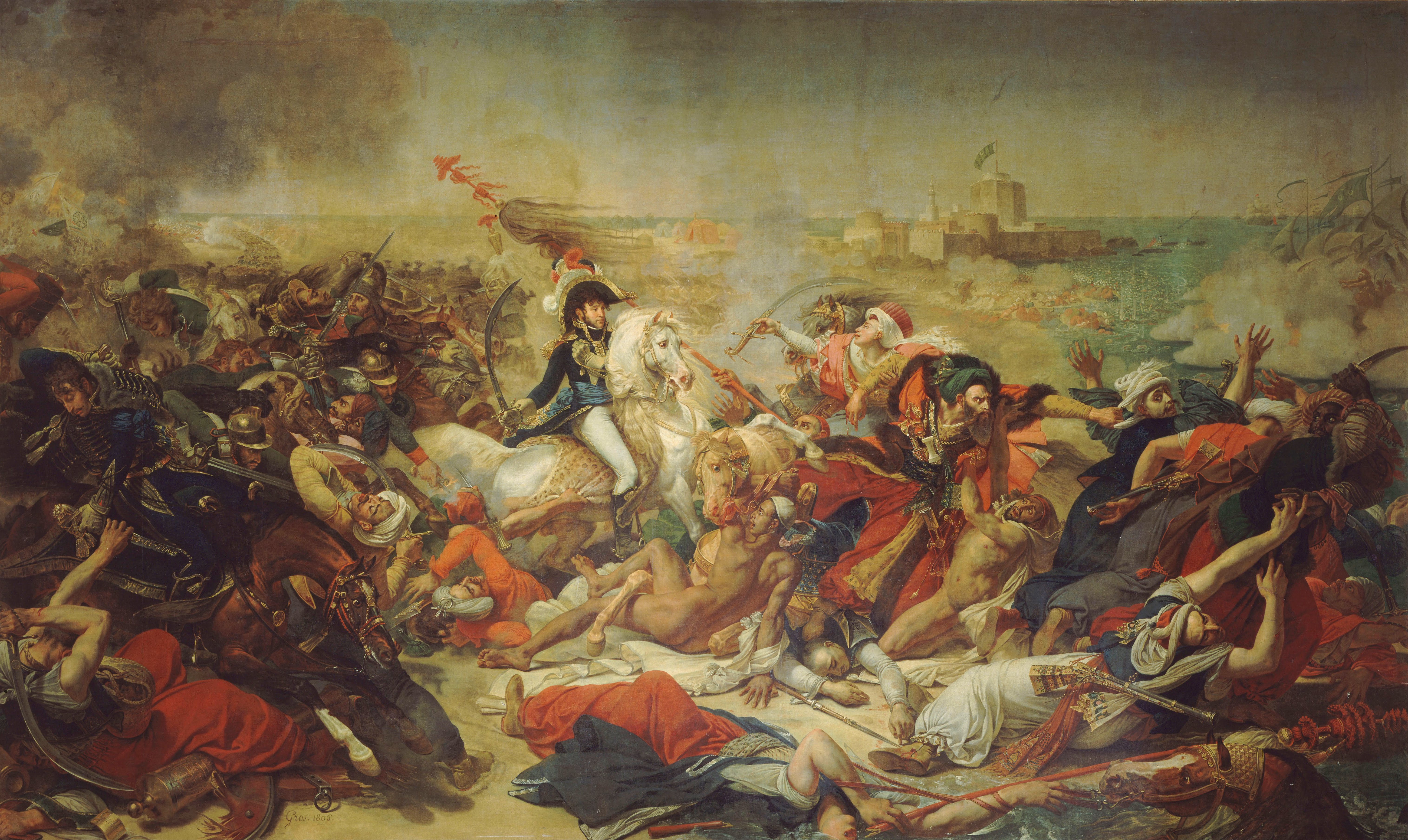
Murat à la Bataille d'Aboukir

Les Britanniques décident donc de faire débarquer une armée, placée sous les ordres de Sir Ralph Abercromby dans la baie d'Aboukir. Smith sur le HMS Tigre est mobilisé pour entraîner et transporter ces troupes en liaison avec les Turcs, mais les plaintes de Nelson à son sujet finissent par être entendus à l'Amirauté et il se voit retirer ses missions diplomatiques et son grade de Commodore. 
Le 12 juillet, il entre dans la baie d'Aboukir avec deux vaisseaux de ligne anglais, quelques frégates, plusieurs vaisseaux de guerre turcs et 120 bâtiments de transport. Le 26 messidor (14 juillet 1799), Sidney Smith débarque à Aboukir une armée turque venue porter le coup de grâce aux soldats français. Elle est attaquée et écrasée par Bonaparte le 7 thermidor (25 juillet) lors de la bataille d'Aboukir. C'est lors de cette bataille que Kléber déclare : « Général, vous êtes grand comme le monde ! »

#### Le départ de Napoléon
Bonaparte quitte Aboukir et transmet le commandement à Jean-Baptiste Kléber, qui, pour sortir d'une situation difficile, négocie avec Sidney Smith. Kléber dira : « Sidney Smith dirige les pourparlers, c'est un esprit chevaleresque qui n'a aucune haine contre un ennemi digne de lui, il parle français comme un Parisien et copie nos modes et nos manières ».
Le 24 janvier 1800, la convention d'El Arish favorable pour la France, est signée entre les deux pays, mais un départ de la vallée du Nil est nécessaire pour les troupes républicaines. À Sainte-Hélène, Napoléon dit : « Sidney Smith y avait mis beaucoup d'esprit et s'était montré honnête ». Horatio Nelson fou de rage proteste devant le cabinet de Londres et refuse de ratifier l'accord d'El-Arich et adresse un blâme à Sidney Smith. En effet, l'amiral n'était qu'un commandant militaire, sans réel pouvoir diplomatique depuis l'arrivée de l'ambassadeur Lord Elgin. Il ne pouvait négocier avec les Français. De plus, le gouvernement britannique avait spécifiquement interdit tout accord qui ne serait pas une reddition française sans condition. 
Ainsi désavoué, l'amiral Sidney Smith avertit Poussielgue, l'un des plénipotentiaires français, en ces termes : « Ce serait tendre un piège à mes braves antagonistes si je les encourageais à s'embarquer. Ils seraient capturés en pleine mer par l'escadre de Lord Keith. Je dois à l'armée française et à moi-même de l'en prévenir. »
À la suite de cet avertissement, Kléber remporte la bataille d'Héliopolis le 20 mars 1800 mais est assassiné le 14 juin et remplacé par Jacques François Menou, qui quitte l'Égypte définitivement le 2 septembre 1801, dans des conditions peu favorables.

### Le trésor archéologique égyptien

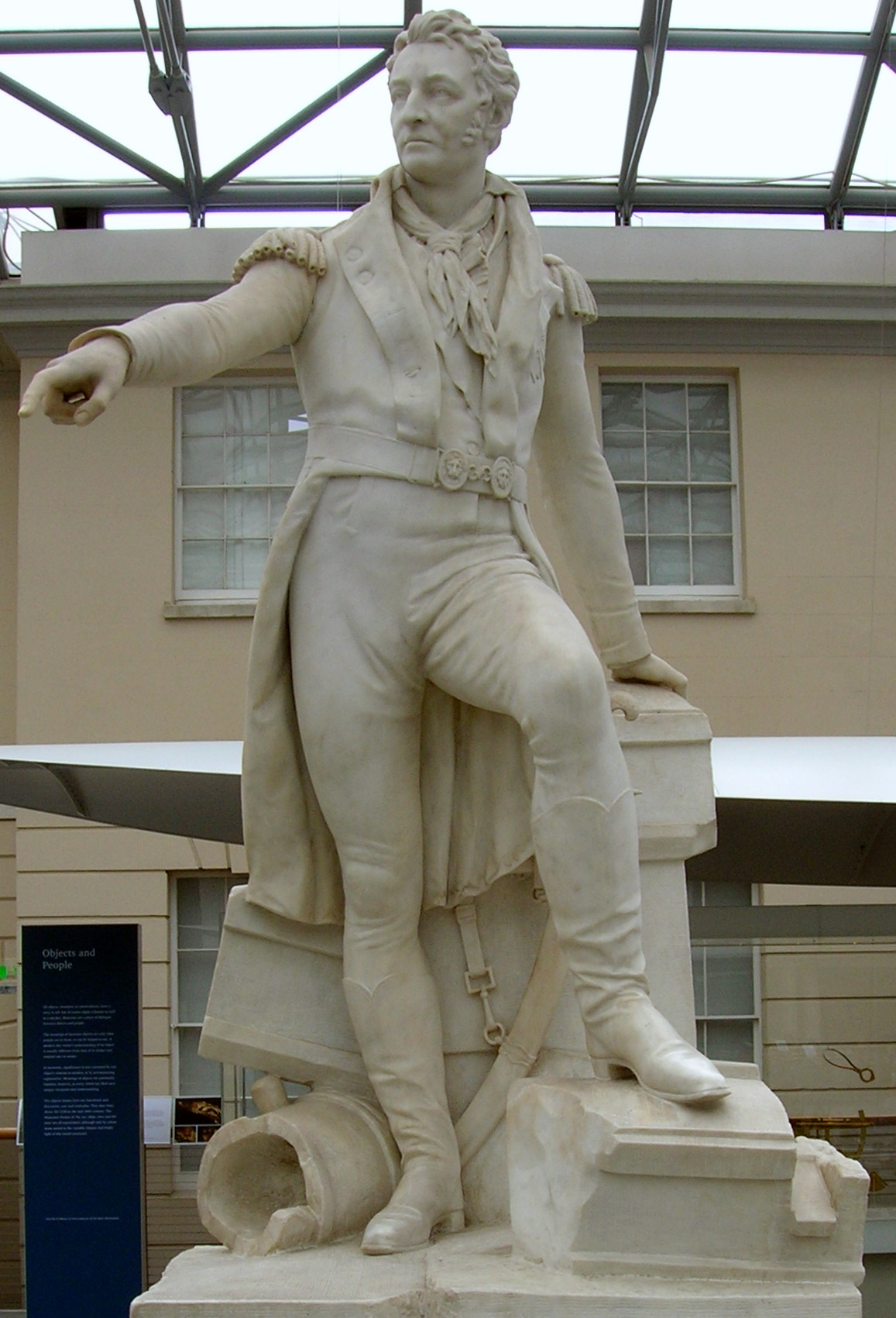
Statue de Sidney Smith au National Maritime Museum, Londres.

Les Britanniques sont alors soucieux de s'emparer des trésors archéologiques rassemblés par les chercheurs français. Geoffroy Saint-Hilaire dit : « Plutôt que de céder nos recherches, nous brûlerons nous-mêmes nos richesses… ».
Abandonnés par Menou, les membres de l'Institut français d’Égypte embarquent le 5 juin 1801 sur le brick l'Oiseau, mais Lord Keith leur refuse le passage vers la haute mer. Désavoué par son gouvernement, Sidney Smith continue à accorder l'appui aux Français, en plaidant leur cause et obtient un laissez-passer pour ces savants. 
Vingt-cinq ans plus tard, la commission égyptienne publie ses mémoires et envoie en décembre 1825 une lettre au ministre du roi M. de Villèle :

« Monseigneur,

Au moment où les membres de la commission des Arts et des Sciences d'Égypte faisaient voile vers la France, le vaisseau qui les portait fut quelque temps au pouvoir de la flotte britannique.

Leurs papiers et leurs collections allaient être perdus pour la patrie. Eux-mêmes se trouvaient dans une situation très critique, et leur vie était menacée. Ils auraient sans doute succombé, et les résultats de leurs recherches auraient été anéantis si un Britannique généreux n'était venu à leur secours : l'amiral Sidney Smith sauva leurs collections et leurs personnes. »

Charles X accorde par ordonnance du 25 janvier 1826 un témoignage de reconnaissance envers le sauveur des arts égyptiens, l'amiral Sidney Smith…

## Dans les eaux britanniques
À son retour en Angleterre en 1801, Smith reçoit les honneurs et une pension de 1 000 £ pour ses services, mais il est à nouveau dans l'ombre de Nelson, acclamé alors pour sa victoire à la bataille de Copenhague. Pendant la brève Paix d'Amiens, Smith est élu Member of Parliament pour Rochester dans Kent in lors de l'élection de 1802. Il existe des preuves montrant qu'il a à cette époque une liaison avec la Princesse Caroline de Brunswick, l'ex-femme du Prince de Galles. Bien qu'elle soit tombée enceinte, elle était connue pour avoir d'autres amants à l'époque, tels que George Canning et Thomas Lawrence, aussi il est peu probable que l'enfant soit celui de Smith. 
Avec la reprise des hostilités contre la France en 1803, Smith est envoyé au sud de la mer du Nord au large des côtes entre Ostende et Flessingue au sein des forces rassemblées pour empêcher les menaces d'invasion de Napoléon.
Smith, qui était intéressé par les nouvelles techniques guerrières, travaille en 1804 et 1805 avec l'inventeur américain Robert Fulton dans ses plans pour développer des torpilles et mines pour détruire la flotte d'invasion française rassemblée au large des côtes françaises et belges. Cependant, une tentative d'utiliser ces nouvelles armes combinées au roquettes inventées par Congreve dans une attaque contre Boulogne échoue en raison du mauvais temps et les canonnières française qui sortent du port font fuir les assaillants. Malgré ce revers, des propositions sont faites pour utiliser les roquettes, mines et torpilles contre la flotte combinée franco-espagnole à Cadix. Cela ne sera pas nécessaire et cette flotte sera battue à la bataille de Trafalgar en octobre 1805.

### Retour en Méditerranée
En novembre 1805, Smith est promu Rear Admiral, il est à nouveau envoyé en Méditerranée sous les ordres de Collingwood, qui avait été nommé commandant en chef à la suite de la mort de Nelson. Collingwood l'envoie pour aider le Roi Ferdinand Ier des Deux-Siciles pour reprendre Naples, sa capitale, au frère de Napoléon le roi Joseph, qui avait reçu le royaume de Naples. 
Smith prévoit une campagne utilisant des troupes calabraises accompagnées de 5 000 Britanniques pour marcher sur Naples. Le 11 mai, il entre dans la baie de Naples et prend Capri puis Ponza. Le 4 juillet 1806, ils défont une force française supérieure en nombre à la bataille de Maida. À nouveau, l'incapacité de Smith à éviter l’affrontement avec ses supérieurs entraine son remplacement en dépit de ses succès. Il est remplacé par John Moore, un général britannique qui s'était distingué pendant la guerre d'indépendance américaine. Moore abandonne le plan de Smith et entreprend de faire de la Sicile une base britannique en Méditerranée. 
Smith est envoyé rejoindre l'expédition de l'amiral Sir John Thomas Duckworth à destination de Constantinople en février 1807. Cette expédition est destinée à empêcher les Français de s'allier aux Turcs afin de permettre le passage de l'armée française en Égypte. En dépit de l'expérience accumulée par Smith dans cette région, et sa connaissance de la cour et sa popularité auprès des Turcs, il est maintenu à un poste de subordonné. Lorsque Duckworth demande conseil, il n'est pas consulté. Duckworth, au lieu de laisser Smith négocier avec les Turcs, ce qui aux dires de l'ambassadeur français auraient mis un terme aux chances françaises de parvenir à un accord, reçoit l'ordre de se retirer à travers les Dardanelles sous le feu des Turcs. Malgré cette défaite, la fuite sous le feu ennemi fut considérée comme héroïque. À l'été 1807, Duckworth et Smith sont rappelés en Angleterre.

### Portugal et Brésil
En octobre 1807, l'Espagne et la France signent le traité de Fontainebleau afin de se partager le Portugal. En novembre 1807, Smith est nommé à la tête d'une expédition envoyée à Lisbonne, avec pour mission soit d'aider les Portugais à résister, soit - comme à Toulon quatorze ans plus tôt - de détruire la flotte portugaise et de bloquer le port de Lisbonne en cas d'échec. Smith fait en sorte de transférer la flotte portugaise à Rio de Janeiro, au Brésil, colonie portugaise. Il est mobilisé dans la préparation d'une attaque sur les colonies espagnoles d'Amérique du Sud en compagnie des Portugais, contrairement aux ordres qu'il avait reçus, mais il est rappelé en Angleterre en 1809 avant que ses plans ne soient mis à exécution. Là-bas, il est acclamé pour ses actions et traité en héros, mais le gouvernement continue à être suspicieux à son égard, et il ne reçoit pas les honneurs officiels. Smith est promu Vice-Admiral le 31 juillet 1810. Dans la Royal Navy, les promotions étaient à l'époque automatiques et basées sur l'ancienneté, celle-ci n'est donc pas une récompense pour ses services. En octobre 1810, il épouse Caroline Rumbold, la veuve d'un diplomate et agent de renseignement, Sir George Rumbold, avec qui Smith avait travaillé.
À l'arrivée de la famille royale de Portugal au Brésil, Sidney Smith reçoit du Prince-Régent Jean, la Grand-croix de l'Ordre portugais de la Tour et de l'Épée, nouvellement réinstauré.
En juillet 1812, Smith retourne en Méditerranée à bord de son nouveau navire amiral, le HMS Tremendous, 74 canons. Il est nommé commandant en second sous le Vice Admiral Sir Edward Pellew. Sa mission consistait à bloquer Toulon et pour ce faire il transfère son pavillon à bord de l'HMS Hibernia, un vaisseau de premier rang de 110 canons. Le blocus se révèle fastidieux, les Français n'ayant pas l'intention de sortir du port et de se confronter aux vaisseaux britanniques. Au début de 1814, les troupes alliés entrent à Paris et Napoléon abdique. Il est envoyé en exil sur l'île d'Elbe. Avec la défaite de Napoléon et le retour à la paix, Smith rentre en Angleterre.

### La vie parisienne
Peu de temps après les adieux de Napoléon à Fontainebleau, Smith quitte définitivement sa patrie pour s'installer à Paris successivement dans le faubourg Saint-Honoré, rue Boissy-d'Anglas, rue d'Anjou et rue d'Aguesseau où il est mort dans sa soixante-seizième année. Pendant les Cent-Jours, il juge plus prudent de quitter Paris et suivre Louis XVIII en Belgique. Il reviendra à Paris, où il avait tant d'amis tels que le baron Dominique Larrey, le chirurgien en chef de la garde impériale. Celui-ci, très apprécié durant les négociations d'El-Arich, avait admiré les méthodes rapides d'évacuation des blessés et malades malgré l'hostilité des Britanniques.
En 1831, le maréchal Soult, l’amiral de Rigny (ministre de la Marine), l’amiral Sir Sydney Smith, furent nommés membres honoraires de la Société Humaine et de naufrages de Boulogne-sur-Mer (crée en 1824) et ancêtre de la SNSM[réf. nécessaire]. Sir Sydney Smith inventa un radeau de sauvetage insubmersible et donna les droits à la SHN en 1833[réf. nécessaire].
Lettre adressée par Sidney Smith à Dominique Larrey le 15 décembre 1839 : 

« Monsieur, mon digne collègue et ancien collaborateur. Il est douloureux de penser aux souffrances et aux risques des malheureux blessés et aux fiévreux traineurs appartenant aux colonnes envoyées au secours des colons, paisibles cultivateurs, et des postes isolés dans les plaines brulantes et les marais fangeux de l'Algérie, dans la guerre existant contre les hordes fanatiques qui n'ont pas de miséricorde pour les victimes qui ont le malheur de tomber entre leurs mains, et qui les trainent dans le désert comme esclaves, au moins s'ils leur laissent la vie.
J'ai dû naturellement en ma capacité de président de la société antipirate des chevaliers libérateurs des esclaves blancs, aussi bien que des noirs en Afrique, m'occuper des moyens à employer pour leur délivrance, leur soulagement et leur transport sans secousse dans les chemins raboteux, intersectés par les ravins, des torrents et des marais bourbeux.....etc… »

Ses projets l'avaient ruiné et ses successeurs mettront en vente ses meubles et l'épée que l'amiral portait à Saint-Jean-d'Acre. Un vieux général français, présent le jour de la mise en vente de cette épée, s'écria qu'il avait combattu en Syrie, qu'il n'était pas riche, et qu'il désirait s'approprier cet objet. Le gendre de Sidney Smith, seul héritier, prit l'épée et la lui offrit… à ce jour l'épée est introuvable et le nom de ce général est resté inconnu…

### Ordre du Temple
(septembre 2020).
Sidney Smith souhaite créer un ordre de chevalerie analogue aux Hospitaliers, mais sur des bases nouvelles. Il fonde la Société des chevaliers libérateurs. Les différentes puissances, loin de former une force internationale, répondent avec beaucoup de déférence. Le duc de Richelieu décrit l'ordre dans une lettre adressée à Louis XVIII : « Une de ces conceptions philanthropiques que le gouvernement britannique favorise, quand leurs établissements peuvent servir leurs vues politiques et les intérêts de leurs commerces ». 
Sidney Smith est grand-maître de cérémonie des templiers jusqu'à sa mort. L'amiral voulait grâce à cet ordre créer une force internationale susceptible de lutter contre les pirates barbaresques.
Il est remplacé par Jean-Baptiste Jules Bernadotte, roi de Suède puis par Joseph de Riquet de Caraman, prince de Chimay.

### Sépulture

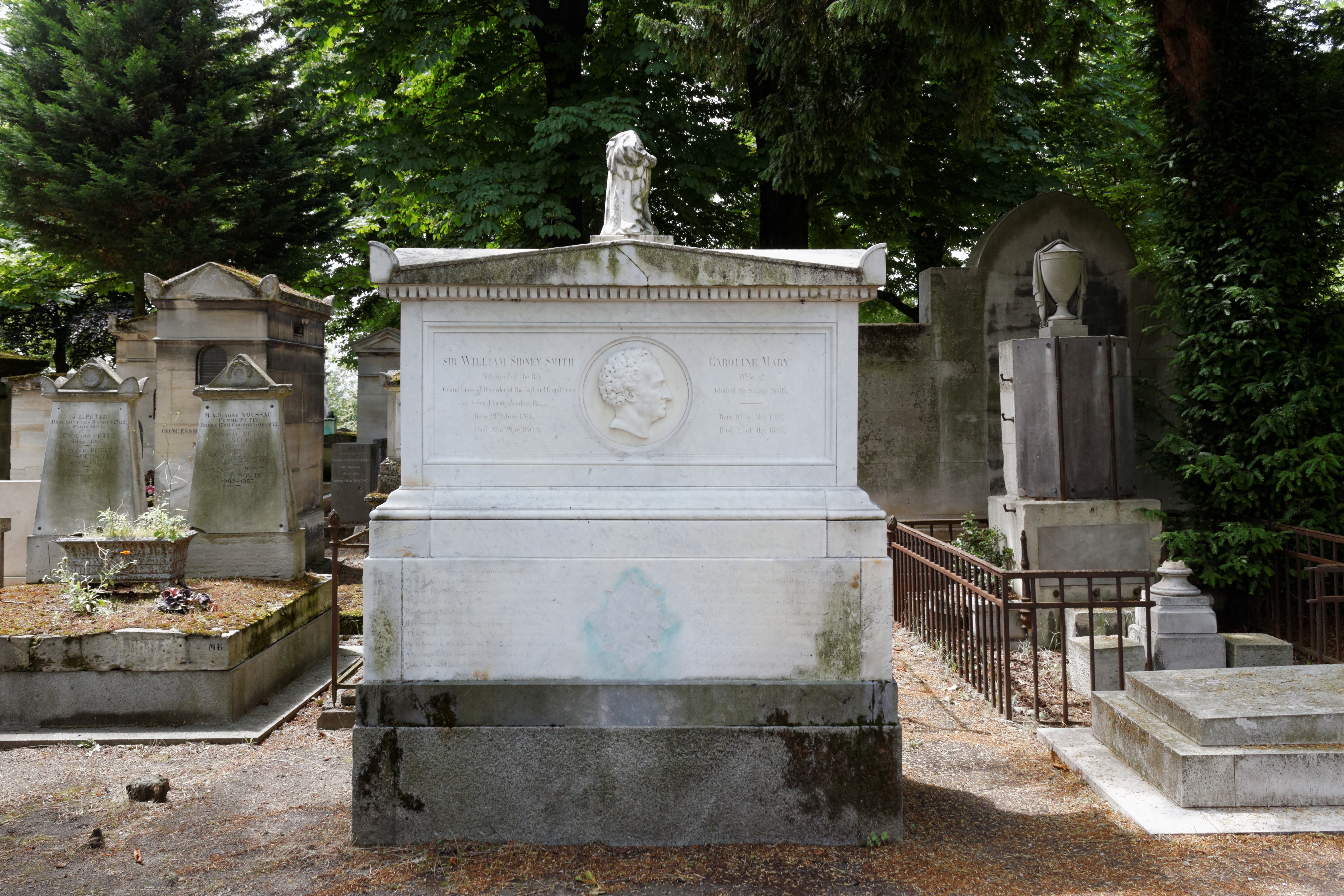
Tombe de Sir Sidney Smith et de sa femme Caroline au Père-Lachaise à Paris.

Sidney Smith est inhumé au cimetière du Père-Lachaise. On peut y voir son mausolée, proche de celui de Sarah Bernhardt, dans la quarante-troisième division et décoré d'un médaillon représentant Sidney Smith, qui serait l'œuvre de David d'Angers.
Après sa mort, ses mémoires et sa correspondance sont publiés sous le titre The life and correspondence of Admiral Sir William Sidney Smith en 1848.

## Dans les arts et la culture populaire

### Littérature

#### Bande dessinée
2006 : Il est un personnage central du Tome 6 L’Aigle et le Sphinx de L'Histoire secrète.

## Sources et bibliographie

### Livres
En français :
- Jean-Claude Fauveau dit Jean d'Ossas. "La Tallien, La Terreur à Bordeaux (mai 1793-avril 1794)". Bordeaux. Editions Féret, 2016.
- Adolphe Thiers et Jules Michelet, Histoire de la Révolution Française, vol. 2, Hauman, 1840, 584 p. (lire en ligne)
- Louis Gabriel Michaud, Biographie universelle ancienne et moderne, t. 39, Paris, Delagrave et Cie, 1842 (lire en ligne), p. 465 et suiv.
- Gaspard Gourgaud, Mémoires pour servir à l'histoire de France sous le règne de Napoléon, écrits à Sainte-Hélène sous sa dictée, par les généraux qui ont partagé sa captivité, vol. 6, Bossange père, 1830 (lire en ligne)
- G. Lenotre, Histoires étranges qui sont arrivées, 1933 (lire en ligne), p. 257-278
- Princesse de Chimay, Madame Tallien, Royaliste & Révolutionnaire. P. 192. Librairie Plon. 1936.

En anglais :
- (en) Tom Pocock, A Thirst for Glory, The Life of Admiral Sir Sidney Smith, Londres, Pimlico, 1998, 261 p. (ISBN 0-7126-7341-5)
- (en) Edward Howard, The Memoirs of Sir Sidney Smith, Fireship Press (réimpr. 1er mars 2008) (1re éd. 1839), 428 p. (lire en ligne)
- (en) « William Sidney Smith », dans Encyclopædia Britannica [détail de l’édition], 1911 (lire sur Wikisource).

### Revues
- « Sidney Smith, le vainqueur de Bonaparte », Historama, no 142,‎ juillet 1963
- « ? », Historia, no 444,‎ novembre 1983
- (en) Michael Durey, « The British Secret Service and the escape of Sir Sidney from Paris 1798 », History, vol. 84, no 275,‎ juillet 1999, p. 437–457 (DOI 10.1111/1468-229X.00117)